# Espira-de-l'Agly
Espira-de-l'Agly (på Catalansk: Espirà de l'Aglí) er en by og kommune i departementet Pyrénées-Orientales i Sydfrankrig.

## Geografi
Espira ligger ved floden Agly mellem Roussillon-sletten og Corbières 12 km nord for Perpignan. Nærmeste byer er mod øst Rivesaltes (3 km), mod sydvest Baixas (4 km) og mod vest Cases-de-Pène (5 km). Kommunens højeste punkt er Mont d’Espira (455 m).

## Historie
Espira nævnes første gang i 845 under navnet Aspira. Navnet kommer af det romerske Aspiranum og stedet har formentligt været udstykket til en romersk krigsveteran kort før vor tidsregnings begyndelse.
I 1086 donerede Berenguer-Isarn, seigneur i Peyrestortes, kirken i Espira med tilhørende jorde til klosteret Saint Michel de Cuxa. Hans enke donerede samme kirke 12 år senere til klosteret i Arles-sur-Tech. Det gav uden tvivl forviklinger, men Saint Michel de Cuxa endte som ejer af Espira.
Omkring 1130 overtog biskop Udalgar fra Elne kirken i Espira (som bytte modtog Saint Michel de Cuxa kirken i Ria). I 1136 blev kirken omdannet til et priorat for augustinerkannikker. I 1169 var prioratet opdelt i to og talte 100 munke og 44 nonner.
Prioratet var velhavende og den nuværende kirke blev bygget i starten af det 13. århundrede. År 1262 kom Roussillon og dermed også Espira ind under Kongeriget Mallorca. I 1344 erobrede og annekterede Aragonien Roussillon. Der var også grænsestridigheder med Frankrig og i disse urolige tider faldt indbyggertallet i Espira drastisk og kannikkerne flyttede ind til kollegiet La Réal i Perpignan.

## Demografi

### Udvikling i folketal
| 1962                                                              | 1968  | 1975  | 1982  | 1990  | 1999  | 2007  | 2010  | 2017  |
| ----------------------------------------------------------------- | ----- | ----- | ----- | ----- | ----- | ----- | ----- | ----- |
| 1.481                                                             | 1.685 | 1.599 | 1.723 | 2.196 | 2.463 | 2.960 | 3.118 | 3.455 |
| Tal fra og med 1962 er uden dobbelttælling (sans doubles comptes) |       |       |       |       |       |       |       |       |